# Vozelj
Vozelj je priimek več znanih Slovencev:
- Franc Vozelj (*1954), slikar
- Jani Vozelj (*1961), arhitekt
- Marjan Vozelj (1921-2001), zdravnik imunolog, prof. MF
- Mirko (Tugomir) Vozelj (1928-2018), arhitekt
- Marko Vozelj (*1968), zabavnoglasbeni pevec